# Progomphus intricatus
Progomphus intricatus är en trollsländeart som beskrevs av Hagen in Selys 1858. Progomphus intricatus ingår i släktet Progomphus och familjen flodtrollsländor. IUCN kategoriserar arten globalt som livskraftig. Inga underarter finns listade i Catalogue of Life.